# Брисбен (Каліфорнія)
Брисбен (англ. Brisbane) — місто (англ. city) в США, в окрузі Сан-Матео штату Каліфорнія. Населення — 4851 особа (2020).

## Географія
Брисбен розташований за координатами 37°40′33″ пн. ш. 122°23′0″ зх. д. / 37.67583° пн. ш. 122.38333° зх. д. (37.675750, -122.383302).  За даними Бюро перепису населення США в 2010 році місто мало площу 52,00 км², з яких 8,02 км² — суходіл та 43,98 км² — водойми.

## Демографія
Згідно з переписом 2010 року, у місті мешкали 4282 особи в 1821 домогосподарстві у складі 1063 родин. Густота населення становила 82 особи/км².  Було 1934 помешкання (37/км²).
Расовий склад населення:
| - 60,2 % — білих - 25,3 % — азіатів - 1,9 % — чорних або афроамериканців - 1,0 % — вихідців з тихоокеанських островів - 0,5 % — корінних американців - 4,3 % — осіб інших рас |

До двох чи більше рас належало 6,9 %. Частка іспаномовних становила 16,6 % від усіх жителів.
За віковим діапазоном населення розподілялося таким чином: 19,3 % — особи молодші 18 років, 70,7 % — особи у віці 18—64 років, 10,0 % — особи у віці 65 років та старші. Медіана віку мешканця становила 41,7 року. На 100 осіб жіночої статі у місті припадало 100,7 чоловіків;  на 100 жінок у віці від 18 років та старших — 99,8 чоловіків також старших 18 років.
Середній дохід на одне домашнє господарство  становив 110 599 доларів США (медіана — 88 141), а середній дохід на одну сім'ю — 113 171 долар (медіана — 96 027). Медіана доходів становила 72 049 доларів для чоловіків та 70 096 доларів для жінок. За межею бідності перебувало 4,8 % осіб, у тому числі 0,0 % дітей у віці до 18 років та 2,6 % осіб у віці 65 років та старших.
Цивільне працевлаштоване населення становило 2453 особи. Основні галузі зайнятості: освіта, охорона здоров'я та соціальна допомога — 25,8 %, науковці, спеціалісти, менеджери — 19,7 %, транспорт — 8,1 %, будівництво — 7,4 %.